# Nokturija
Nokturija ili nikturija je naziv za učestalog buđenja iz sna zbog mokrenja. Pojava je učestala kod starije populacije, a može biti posljedica jednostavno povećanog unosa tekućine prije spavanja ili nekog ozbiljnog patološkog stanja (npr. diabetes mellitus, kronično zatajenje bubrega, benigna hipertrofija prostate).